# Bulbophyllum lancifolium
Bulbophyllum lancifolium är en orkidéart som beskrevs av Oakes Ames. Bulbophyllum lancifolium ingår i släktet Bulbophyllum och familjen orkidéer. Inga underarter finns listade i Catalogue of Life.